# Ognon (Oise)
Ognon is een plaats en voormalige gemeente in het Franse departement Oise (regio Hauts-de-France) en telt 133 inwoners (1999). De plaats maakt deel uit van het arrondissement Senlis.

## Geschiedenis
Ognon is op 1 januari 2019 gefuseerd met de gemeente Villers-Saint-Frambourg tot de gemeente Villers-Saint-Frambourg-Ognon. 

## Geografie
De oppervlakte van Ognon bedraagt 4,8 km², de bevolkingsdichtheid is 27,7 inwoners per km².
De onderstaande kaart toont de ligging van Ognon (Oise) met de belangrijkste infrastructuur en aangrenzende gemeenten.

## Demografie
Onderstaande figuur toont het verloop van het inwonertal.